# TAN Honduras
TAN Honduras, auch TAN Airlines, offiziell Transportes Aéreos Nacionales S.A. war eine von 1947 bis 1991 existierende honduranische Fluggesellschaft mit Sitz in Tegucigalpa. Sie ging im November 1991 in der ebenfalls honduranischen SAHSA auf.

## Geschichte
TAN Honduras wurde im August 1947 durch zwei US-Amerikaner und einen örtlichen Farmbesitzer gegründet. Zu Anfang wurden zwei Curtiss C-46 Commando und eine Douglas B-18 Bolo betrieben. Auf Charterflügen nach Kuba und Miami wurden in nördlicher Richtung Fleisch und Holz transportiert, südwärts Medikamente und Lebensmittel. Die US-amerikanische Luftfahrtbehörde Civil Aeronautics Board (CAB) erteilte dann 1950 die Genehmigung für Linienflüge. Nach der Beilegung langjährigen Differenzen mit dem CAB über nicht zulässige Flüge aus den USA in Drittstaaten via Honduras erteilte dieses im April 1980 dann sogar Rechte der 5. Freiheit für Frachtverkehr zwischen den USA und Belize.
Für die längeren Auslandsstrecken wurde 1964 eine Douglas DC-6 erworben, die allerdings im Juni 1966 irreparabel beschädigt und durch ein anderes Exemplar ersetzt wurde. 

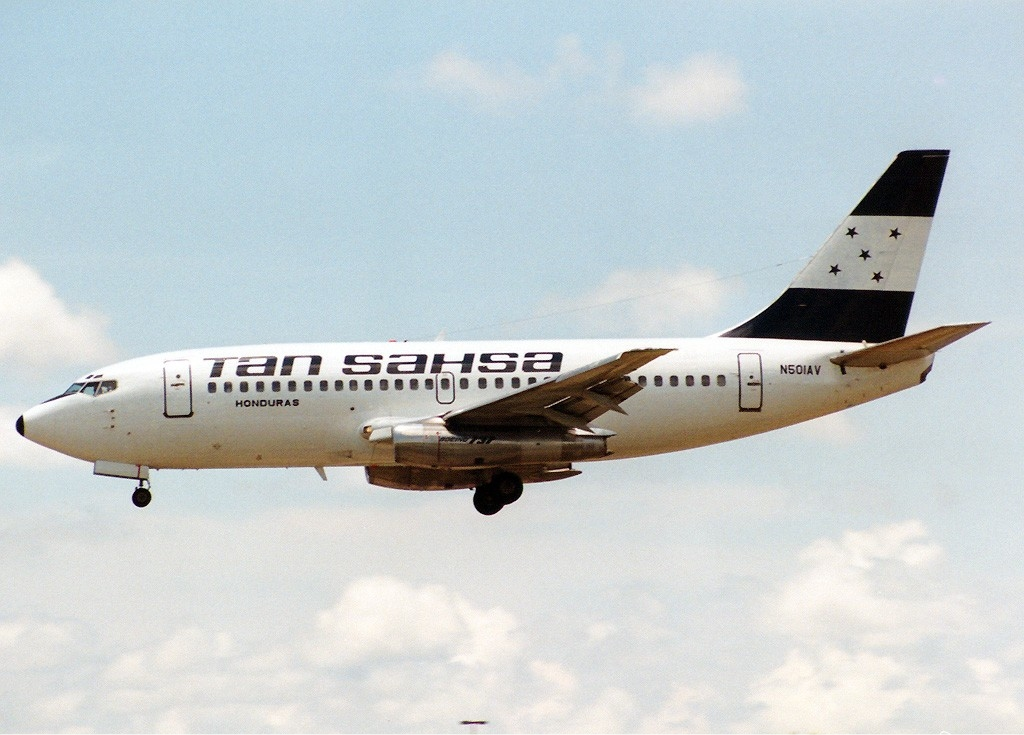
Boeing 737-200 in der gemeinsamen TAN-SAHSA-Bemalung, 1990

Zwischen 1965 und 1969 wurden fünf größere und leistungsfähigere Douglas DC-7 gebraucht gekauft, eine davon allerdings nur als Ersatzteilspender. Ab 1969 stießen dann drei viermotorige Turbopropmaschinen des Typs Lockheed L-188 Electra zur Flotte.
Pan American World Airways war lange an der honduranischen SAHSA beteiligt. Am 21. Januar 1970 gab sie ihre restliche Beteiligung an SAHSA endgültig auf und verkaufte diese 38 % an TAN Honduras. Die Verbindung mit der international erfahreneren TAN verhalf SAHSA unter anderem auch zu Ausbau und Modernisierung ihrer zu diesem Zeitpunkt nur aus Flugzeugtypen mit Kolbenmotoren bestehenden Flotte durch Lockheed L-188 Electra und bald auch Boeing 737-200.
In den Jahren 1990 und 1991 wurde zu Marketingzwecken teilweise ein gemeinsamer Außenauftritt als TAN-SAHSA durchgeführt. Beide blieben trotz teilweise koordinierter Flugpläne offiziell getrennte Gesellschaften. 
Am 1. November 1991 wurden die beiden honduranischen Gesellschaften SAHSA und TAN Honduras verschmolzen, wobei SAHSA zum gemeinsamen Namen wurde.

## Flugziele
Nachdem zunächst die meisten Flüge von Tegucigalpa ausgingen, wurde in San Pedro Sula ein zweiter Stützpunkt eingerichtet, von dem aus Direktflüge nach Managua (Nicaragua), El Salvador und Guatemala eröffnet wurden. Die Strecke nach Managua wurde 1954 nach Guayaquil und Lima verlängert.
Im Jahr 1956 wurden im Ausland bereits zahlreiche Ziele angeflogen. Dazu zählten in Nordamerika Los Angeles, Miami und Mexiko-Stadt, in Mittelamerika Guayaquil, San Salvador, Managua, Belize und Havanna, in Südamerika Lima, Montevideo, Santiago de Chile und Buenos Aires.

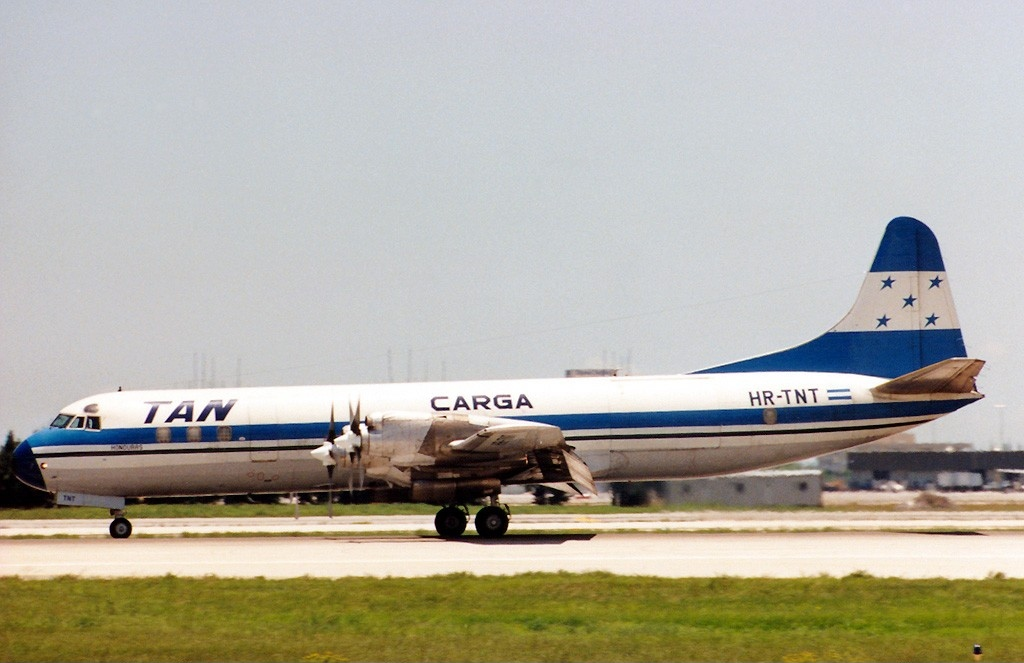
Frachtflugzeug Lockheed L-188 Electra der TAN, Miami 1989

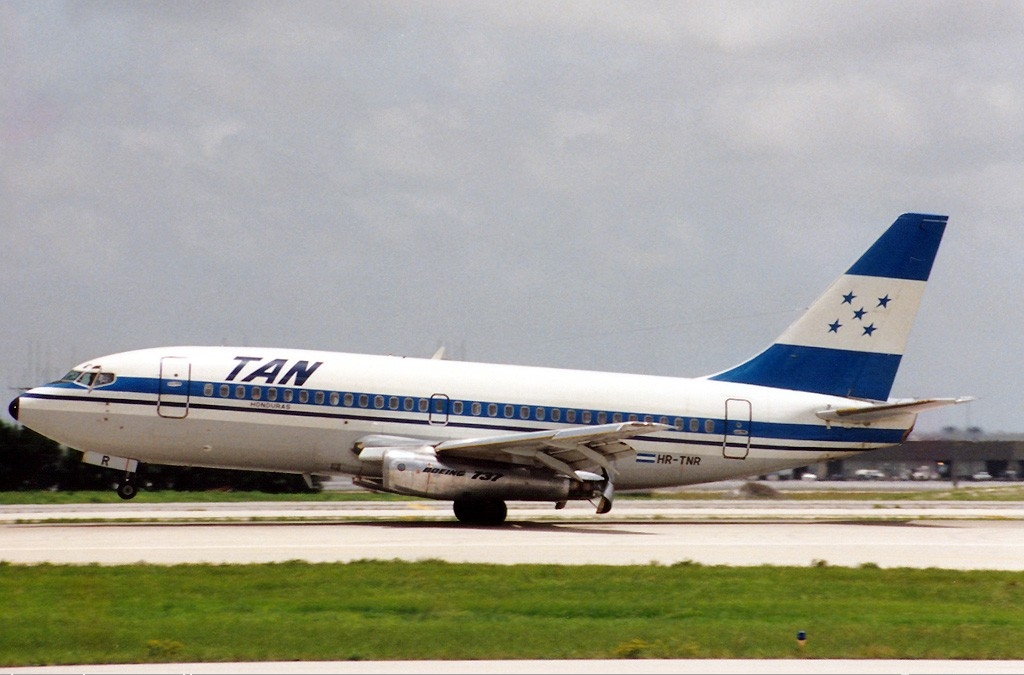
Boeing 737-200 der TAN, 1989

Vor der Koordinierung des Flugplans mit der Tochtergesellschaft SAHSA war das Streckennetz im Sommerflugplan 1974 deutlich zusammengeschrumpft. Von den drei Inlandsflughäfen Tegucigalpa, La Ceiba und San Pedro Sula wurden nur noch Belize, Mexiko-Stadt und Miami angeflogen.

## Flotte

### Flotte bei Betriebseinstellung
Beim Zusammenschluss mit SAHSA hatte TAN Honduras noch folgende Flugzeuge im Einsatz:
- 1× Boeing 737-200
- 1× Lockheed L-188 Electra

### Zuvor eingesetzte Flugzeuge
Außerdem setzte TAN Honduras u. a. folgende Flugzeugtypen ein:
- Boeing 727-100
- Boeing 727-200
- Curtiss C-46 Commando
- Douglas B-18 Bolo
- Douglas DC-6
- Douglas DC-7
- Lockheed L-188 Electra

## Zwischenfälle
Von ihrer Gründung 1947 bis zum Zusammenschluss mit SAHSA 1991 kam es bei TAN Honduras zu 5 Totalschäden von Flugzeugen. Bei 4 davon kamen 138 Menschen ums Leben. Beispiele:
- Am 6. Januar 1962 fiel an einer Curtiss C-46A-60-CK Commando der TAN Honduras (Luftfahrzeugkennzeichen HR-TNB) kurz nach dem Start vom Flughafen Belize (Belize) das Triebwerk Nr. 1 (links) aus. Das mit mehr als 500 pounds überladene Flugzeug gewann nicht an Höhe und stürzte in ein bewaldetes Gebiet am Westufer des Belize River. Von den beiden Piloten, den einzigen Insassen auf dem Frachtflug, kam einer ums Leben.[10]

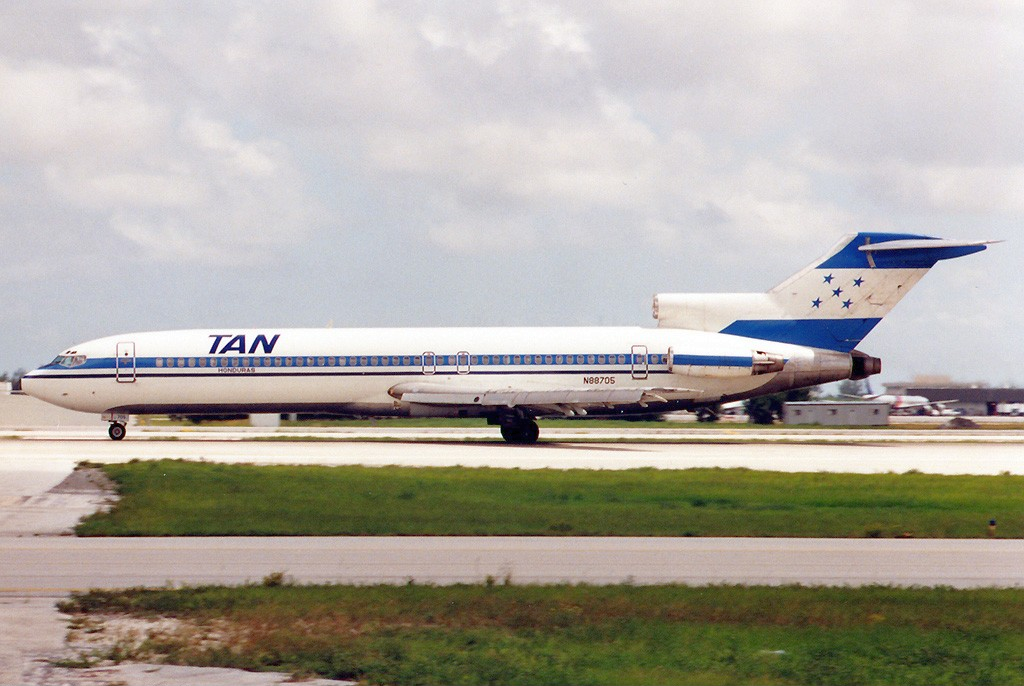
Die im Oktober 1989 verunglückte Boeing 727-200 N88705 der TAN, Juli 1989

- Am 30. Juni 1966 geriet eine Douglas DC-6 der TAN Honduras (HR-TNG) bei der Landung auf dem Flughafen Tegucigalpa (Honduras) während starker Winde von der Landebahn ab und in einen Drainagegraben. Dabei wurde das Fahrwerk ruiniert. Ein paar Monate später wurde die Maschine verschrottet. Alle drei Besatzungsmitglieder, die einzigen Insassen auf dem Frachtflug, überlebten den Unfall.[11]

- Am 27. Januar 1973 stürzte eine Douglas DC-6A der TAN Honduras (HR-TNO) 16 Kilometer nördlich des Flughafens Tegucigalpa (Honduras) ab und ging in Flammen auf. Alle 3 Besatzungsmitglieder, die einzigen Insassen auf dem Frachtflug, kamen ums Leben.[12]

- Am 21. Oktober 1989 wurde eine Boeing 727-224 der TAN Honduras, geleast von Continental Airlines (N88705) im Anflug auf den Flughafen Tegucigalpa-Toncontin neun Kilometer südlich davon in den Berg Cerro de Hula geflogen. Von den 146 Insassen wurden 131 bei diesem CFIT (Controlled flight into terrain) getötet (siehe auch TAN-Flug 414).[13]

- Am 21. März 1990 prallte eine als Frachtflugzeug konfigurierte Lockheed L-188 Electra der TAN Honduras (HR-TNL) im Anflug auf den Flughafen Tegucigalpa-Toncontin 14 Kilometer südlich davon gegen den Berg Cerro de Hula, also denselben Berg, gegen den fünf Monate zuvor auf dem TAN-Flug 414 unter ähnlichen Umständen eine Boeing 727-200 derselben Fluggesellschaft geflogen wurde. Alle drei Insassen wurden bei diesem CFIT (Controlled flight into terrain) getötet (siehe auch Flugunfall einer Lockheed L-188 Electra der TAN 1990).[14]